# Supercopa alemanya de futbol 2023
La Supercopa alemanya de futbol de 2023 (2023 DFL-Supercup en alemany) va ser la 14a edició de la supercopa d'Alemanya amb el nom DFL-Supercup, un partit de futbol anual disputat pels guanyadors de les competicions de Bundesliga i DFB-Pokal de la temporada anterior. El partit es va jugar el 12 d'agost de 2023.
Va ser una represa de l'edició del 2022, que el Bayern va guanyar per 5–3. Tot i que acostuma a ser acollida pels guanyadors de la DFB-Pokal, la Deutsche Fußball Liga va seleccionar el Bayern de Múnic per acollir el partit a l'Allianz Arena a Munic.
L'RB Leipzig va guanyar el partit 3-0 pel seu primer títol de la DFL-Supercup.

## Partit
| FC Bayern de Múnic | 0–3     | Leipzig                |
| ------------------ | ------- | ---------------------- |
|                    | Informe | 2', 44', 68' (p.) Olmo |

| Bayern de Múnic | Leipzig |